# Ferdinand Preindl (Eisschnellläufer)
Ferdinand Josef Preindl (* 25. Februar 1912 in Innsbruck; † 9. Dezember 1998 in Bad Goisern) war ein österreichischer Eisschnellläufer.
Preindl, der für den Wiener Eislauf-Verein startete, lief bei den Olympischen Winterspielen 1936 in Garmisch-Partenkirchen auf den 25. Platz über 1500 m und auf den 21. Rang über 500 m und bei den Olympischen Winterspielen 1948 in St. Moritz auf den 44. Platz über 1500 m und auf den 41. Rang über 500 m.

## Persönliche Bestleistungen
| Disziplin | Zeit       | Datum           | Ort                    |
| --------- | ---------- | --------------- | ---------------------- |
| 500 m     | 46,0 s     | 10. Januar 1936 | Budapest               |
| 1000 m    | 1:41,6 min | 8. Februar 1933 | Wien                   |
| 1500 m    | 2:29,0 min | 6. Februar 1936 | Garmisch-Partenkirchen |
| 5000 m    | 9:41,0 min | 2. Februar 1935 | Davos                  |